# 耶瓦細脂鯉
耶瓦細脂鯉，為輻鰭魚綱脂鯉目脂鯉亞目脂鯉科的其中一個種。分布於南美洲委內瑞拉的淡水流域，體長可達5.6公分，棲息在植被生長、沙石底質有遮蔽的洄水水域，生活習性不明。